# خليل صليبي
خليل مخول صليبي  ( 12 مارس 1870 - 7 يوليو 1928) رسام لبناني يعد من رواد الفن الحديث في لبنان والعالم العربي  يعتبر صليبي أحد أقدم الفنانين الحداثيين في لبنان إذ تضمنت أعماله بورتريهات ومناظر طبيعية وصور العاريات مما أحدث نقلة تاريخية في الوسط الفني اللبناني خلال القرن العشرين .ولد في قرية بطلون بقضاء عاليه لمخول وسعدى صليبي. درس في مدرسة القرية وانتقل إلى بيروت وهو في الحادية عشرة لمواصلة تعليمه في المدارس التبشيرية الأميركية والبريطانية والتحق بالكلية السورية البروتستانية عام 1886. وتوجه إلى إدنبره في اسكتلندا لمواصلة تدريبه الفني وظل يتنقل بين إدنبره و فيلادلفيا و بيروت إلى أن عاد إلى لبنان وافتتح معرضا في شارع بلس في بيروت اشتهر برسم البورتريهات. قتل هو وزوجته الأجنبية كاري أود بسبب نزاع طويل على المياه في قرية بطلون وأحتفظ الفنان شاهين صليبي بأعماله حتى أقامت الجامعة الأمريكية معرضا خاصا به في يونيو عام 2012.
== 